# Milagros Moreno Muñoz
Milagros Moreno Muñoz (n. 1936) es una activista pionera en la defensa de los derechos de las personas con discapacidad intelectual. Es la secretaria general de la Asociación Española de Fundaciones Tutelares y fue miembro de la junta directiva de Plena inclusión hasta 2015.

## Vida personal
Milagros Moreno tuvo 3 hijos. Uno de ellos, Josele, con 10 meses, enfermó de poliomielitis durante una gran epidemia que hubo en España en el año 1960. A raíz de la enfermedad, su hijo adquirió una discapacidad física e intelectual. Moreno abandonó su trabajo para atenderle y, desde entonces, se incorporó al movimiento asociativo. Mientras en esa época muchas familias optaban por esconder a sus parientes con discapacidad, ella optó por hacerle visible y sacarle a la calle.
Su hijo necesitaba adaptaciones que, en esos años, aún no existían. Por eso, inventó sistemas alternativos caseros como una silla de ruedas especial. Aprendió fisioterapia para darle masajes e inventó un sistema personal para enseñarle a hablar, ya que su hijo tuvo una afasia, consiguiendo que hablara. Gracias a la rehabilitación, apoyos médicos y el trabajo diario con su madre, Josele también pudo desplazarse sin usar la silla de ruedas. 
También consiguió extender la escolarización de su hijo hasta los 19 años. Después, Josele empezó a trabajar en el Centro ADIARE, un espacio con una metodología parecida a la de un Centro Especial de Empleo y, más tarde, se independizó y empezó a vivir y trabajar en un centro residencial para personas mayores de 45 años.

## Trayectoria asociativa
La primera asociación con la que Moreno Muñoz contactó fue una organización de lucha contra la poliomielitis. Entre otras iniciativas, colaboró en la primera campaña de vacunación contra la enfermedad. Más tarde, se creó Plena inclusión, entonces FEAPS, entidad a la que también se vinculó. Durante un tiempo participó en ambos espacios pero, finalmente, se decantó por dedicarse de lleno a la discapacidad intelectual, valorando que su hijo necesitaba más apoyos en este ámbito.
Muchas familias, entre la que se encontraba la suya, coincidían en la preocupación sobre el futuro de sus hijas e hijos cuando sus madres y padres ya no pudieran atenderles. Por este motivo, y tras la modificación del Código Civil en el año 1983, comienza la creación de las fundaciones tutelares, a la que estuvo vinculada.
Entre sus principales aportaciones durante sus décadas como activista están la promoción del conocimiento de las personas con discapacidad intelectual o del desarrollo en general y de la figura de la tutela en particular, poniendo rostro y nombre a las personas que no cuentan con apoyos familiares y por eso son apoyadas por las fundaciones tutelares.
Ha ocupado cargos dentro de los órganos directivos de numerosas entidades, como son el propio Centro ADIARE, la Comisión de empleo de FADEM o la Federación FADEM Madrid. Además, ha sido miembro del CERMI Madrid, vicepresidenta de la Junta Directiva de Plena inclusión Madrid y tesorera de la Junta Directiva de Plena inclusión. Actualmente, Moreno es secretaria general de la Asociación Española de Fundaciones Tutelares y secretaria de la Junta de Patronos de la Fundación Tutelar de Madrid, FUTUMAD.

## Reconocimientos
- Premio cermi.es 2016 en la categoría Activista-Trayectoria Asociativa.[5][6]